# Premi e riconoscimenti di Christopher Nolan

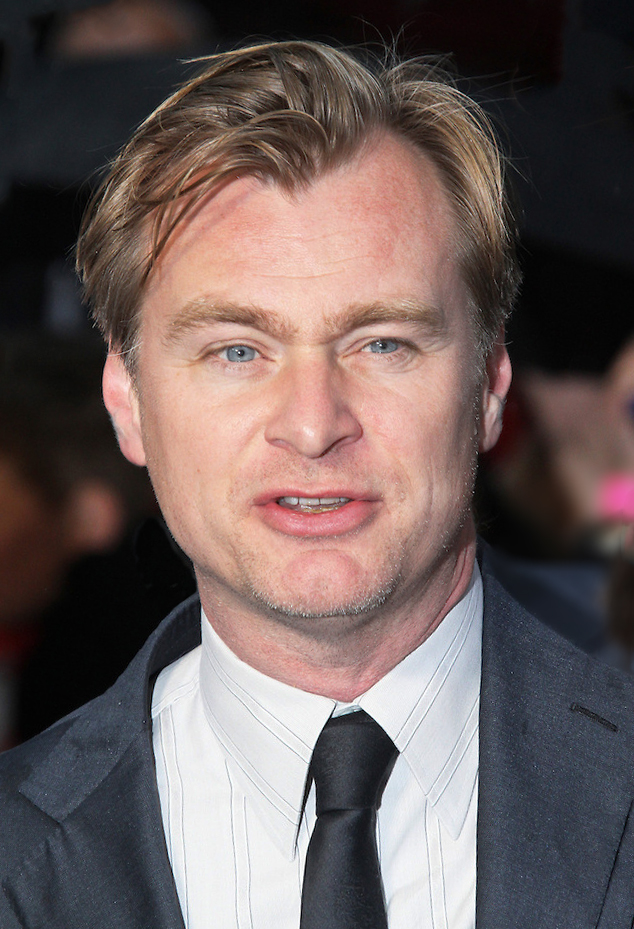
Christopher Nolan a Londra nel 2013

Questa è la lista dei premi e riconoscimenti ricevuti dal regista Christopher Nolan.

## Riconoscimenti

### Principali
- Premio Oscar
  - 2002 - Candidatura alla migliore sceneggiatura originale per Memento
  - 2011 - Candidatura al miglior film per Inception
  - 2011 - Candidatura alla migliore sceneggiatura originale per Inception
  - 2018 - Candidatura al miglior film per Dunkirk
  - 2018 - Candidatura al miglior regista per Dunkirk
  - 2024 - Miglior film per Oppenheimer
  - 2024 - Miglior regista per Oppenheimer
  - 2024 - Candidatura alla miglior sceneggiatura non originale per Oppenheimer
- Golden Globe
  - 2002 - Candidatura alla migliore sceneggiatura per Memento
  - 2011 - Candidatura al miglior regista per Inception
  - 2011 - Candidatura alla migliore sceneggiatura per Inception
  - 2018 - Candidatura al miglior regista per Dunkirk
  - 2024 - Miglior film drammatico per Oppenheimer
  - 2024 - Miglior regista per Oppenheimer
  - 2024 - Candidatura alla migliore sceneggiatura per Oppenheimer
- Premio BAFTA
  - 2011 - Candidatura al miglior film per Inception
  - 2011 - Candidatura al miglior regista per Inception
  - 2011 - Candidatura alla migliore sceneggiatura per Inception
  - 2018 - Candidatura al miglior film per Dunkirk
  - 2018 - Candidatura al miglior regista per Dunkirk
  - 2024 - Miglior film per Oppenheimer
  - 2024 - Miglior regista per Oppenheimer
  - 2024 - Candidatura alla miglior sceneggiatura non originale per Oppenheimer

### Altri
- AFI Awards
  - 2002 - Sceneggiatore dell'anno per Memento

- Critics' Choice Awards
  - 2002 - Miglior sceneggiatura per Memento
  - 2009 - Miglior film d'azione per Il cavaliere oscuro
  - 2009 - Candidatura al miglior regista per Il cavaliere oscuro
  - 2011 - Miglior film d'azione per Inception
  - 2011 - Candidatura al miglior regista per Inception
  - 2011 - Candidatura alla migliore sceneggiatura originale per Inception
  - 2018 - Candidatura al miglior regista per Dunkirk
  - 2024 - Miglior regista per Oppenheimer
  - 2024 - Candidatura alla miglior sceneggiatura non originale per Oppenheimer

- Independent Spirit Awards
  - 2002 - Miglior regista per Memento
  - 2002 - Candidatura alla miglior sceneggiatura per Memento

- Saturn Awards
  - 2006 - Candidatura al miglior regista per Batman Begins
  - 2006 - Miglior sceneggiatura per Batman Begins
  - 2009 - Candidatura al miglior regista per Il cavaliere oscuro
  - 2009 - Miglior sceneggiatura per Il cavaliere oscuro
  - 2011 - Miglior regista per Inception
  - 2011 - Miglior sceneggiatura per Inception
  - 2013 - Candidatura al miglior regista per Il cavaliere oscuro - Il ritorno
  - 2015 - Candidatura al miglior regista per Interstellar
  - 2015 - Miglior sceneggiatura per Interstellar
  - 2021 - Candidatura al miglior regista per Tenet
  - 2021 - Candidatura alla miglior sceneggiatura per Tenet
  - 2024 - Candidatura al miglior regista per Oppenheimer
  - 2024 - Candidatura alla miglior sceneggiatura per Oppenheimer

- Empire Awards
  - 2001 - Candidatura al miglior regista per Memento
  - 2006 - Candidatura al miglior regista per Batman Begins
  - 2007 - Miglior regista per The Prestige
  - 2009 - Miglior film per Il cavaliere oscuro
  - 2009 - Miglior regista per Il cavaliere oscuro
  - 2011 - Miglior film per Inception
  - 2011 - Candidatura al miglior regista per Inception
  - 2013 - Candidatura al miglior regista per Il cavaliere oscuro - Il ritorno
  - 2015 - Empire Inspiration Award
  - 2015 - Miglior regista per Interstellar[1]

- David di Donatello
  - 2011 - Candidatura al miglior film straniero per Inception
  - 2018 - Miglior film straniero per Dunkirk
  - 2024 - Candidatura al miglior film internazionale per Oppenheimer

- Directors Guild of America Award
  - 2001 - Candidatura al miglior regista cinematografico per Memento
  - 2009 - Candidatura al miglior regista cinematografico per Il cavaliere oscuro
  - 2011 - Candidatura al miglior regista cinematografico per Inception
  - 2018 - Candidatura al miglior regista cinematografico per Dunkirk
- Producers Guild of America
  - 2009 - Candidatura al miglior film per Il cavaliere oscuro
  - 2011 - Candidatura al miglior film per Inception
  - 2018 - Candidatura al miglior film per Dunkirk

- Writers Guild of America
  - 2009 - Candidatura alla miglior sceneggiatura non originale cinematografica per Il cavaliere oscuro
  - 2011 - Miglior sceneggiatura originale cinematografica per Inception

- African-American Film Critics Association Awards 
  - 2010 - Miglior regista per Inception

- Austin Film Critics Association Awards 
  - 2008 - Miglior regista per Il cavaliere oscuro
  - 2008 - Miglior sceneggiatura non originale per Il cavaliere oscuro
  - 2018 - Candidatura al miglior regista per Dunkirk

- Boston Society of Film Critics Awards
  - 2001 - Miglior sceneggiatura per Memento

- Denver Film Critics Society
  - 2011 - Candidatura al miglior regista per Inception
  - 2011 - Miglior sceneggiatura originale per Inception
  - 2015 - Candidatura al miglior regista per Interstellar
  - 2018 - Miglior regista per Dunkirk

- London Film Critics' Circle Awards 
  - 2001 - Candidatura al miglior regista dell'anno per Memento
  - 2001 - Miglior sceneggiatore britannico per Memento
  - 2003 - Miglior regista britannico per Insomnia
  - 2006 - Candidatura al miglior regista britannico per Batman Begins
  - 2007 - Candidatura al miglior regista britannico per The Prestige
  - 2009 - Candidatura al miglior regista britannico per Il cavaliere oscuro
  - 2011 - Candidatura al miglior regista per Inception
  - 2011 - Candidatura al miglior regista britannico per Inception
  - 2018 - Candidatura al miglior regista per Dunkirk

- Festival del cinema americano di Deauville
  - 2000 - Candidatura al Grand Special Prize per Memento
  - 2000 - CinéLive Award per Memento
  - 2000 - Critics Award per Memento
  - 2000 - Jury Special Prize per Memento

- Dinard British Film Festival
  - 1999 - Candidatura al Golden Hitchcock per Following
  - 1999 - Silver Hitchcock per Following

- Hollywood Film Festival
  - 2008 - Film dell'anno per Il cavaliere oscuro
  - 2010 - Film dell'anno per Inception

- Newport International Film Festival
  - 1999 - Miglior regista per Following
  - 1999 - Candidatura al Jury Award per Following

- International Film Festival Rotterdam
  - 1999 - Tiger Award per Following

- Sitges - Festival internazionale del cinema fantastico della Catalogna
  - 2000 - Catalan Screenwriter's Critic and Writer's Association Prize per Memento

- Slamdance Film Festival
  - 1999 - Candidatura al Grand Jury Prize per Following
  - 1999 - Black & White Award per Following
- Sundance Film Festival
  - 2001 - Candidatura al Grand Jury Prize - Dramatic per Memento
  - 2001 - Waldo Salt Screenwriting Award per Memento